# 广州铁路职业技术学院
广州铁路职业技术学院，简称广州铁职院，位于广东省广州市，是经广东省人民政府批准、国家教育部备案的广州市属普通高校，学校代码为 12573。

## 历史
广州铁路职业技术学院是一所全日制专科层次的普通高等职业学校，是“国家示范性高等职业院校建设计划”骨干高职立项建设院校、国家现代学徒制试点单位、国家优质专科高等职业院校、中国特色高水平高职学校和专业建设计划建设单位、广东省示范性高等职业院校。学校的前身为成立于1975年的原铁道部部委属院校 —— 广州铁路机械学校，2000年6月由广州铁路机械学校、广州铁路运输职工大学与广州铁路成人中等专业学校合并组建广州铁路职业技术学院学校。
截至2023年1月，学校有广州科教城、石门、执信南等多个校区，占地322亩，建筑面积17万多平方米。学校拥有教学科研仪器设备总值4.14亿元，纸质藏书60万册、电子图书98万种；设有9个教学院（部），共开设35个专科专业；有教职工566人，其中专任教师394人，全日制在校学生超过1万人。

## 组织机构

### 党政管理机构
- 党政办公室
- 组织人事处（教师工作部）
- 宣传统战部
- 纪检室（纪委办公室）
- 教务处
- 学生工作处（学生工作处、武装部）
- 招生就业处
- 科技产业处（轨道交通智慧运维研究所）
- 财务处
- 资产管理处
- 发展规划与审计处
- 后勤管理处（保卫处）
- 国际合作交流处

### 教学机构
- 机车车辆学院
- 电气工程学院
- 铁道工程学院
- 运输物流学院
- 信息工程学院
- 机电工程学院
- 外语商贸学院
- 马克思主义学院
- 基础课部
- 实训中心
- 创新创业学院
- 国际合作学院

### 教辅机构
- 教师发展中心
- 继续教育学院（职业技能鉴定所）
- 质量管理办公室（高职教育研究所）
- 图书馆
- 教育技术中心